# Giovanni Battista Trevano

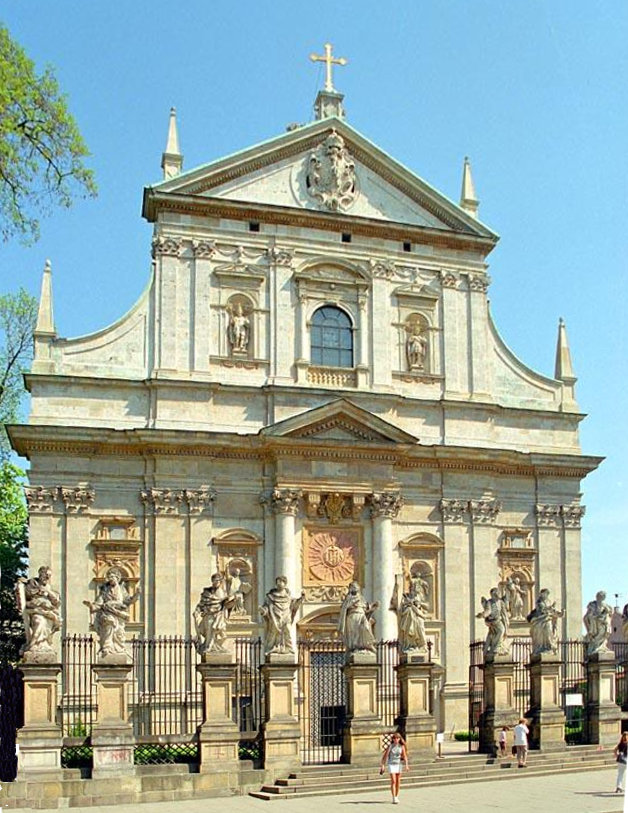
Iglesia de San Pedro y san Pablo (1597-1619), Cracovia, obra de Giovanni de Rossi completada por Trevano

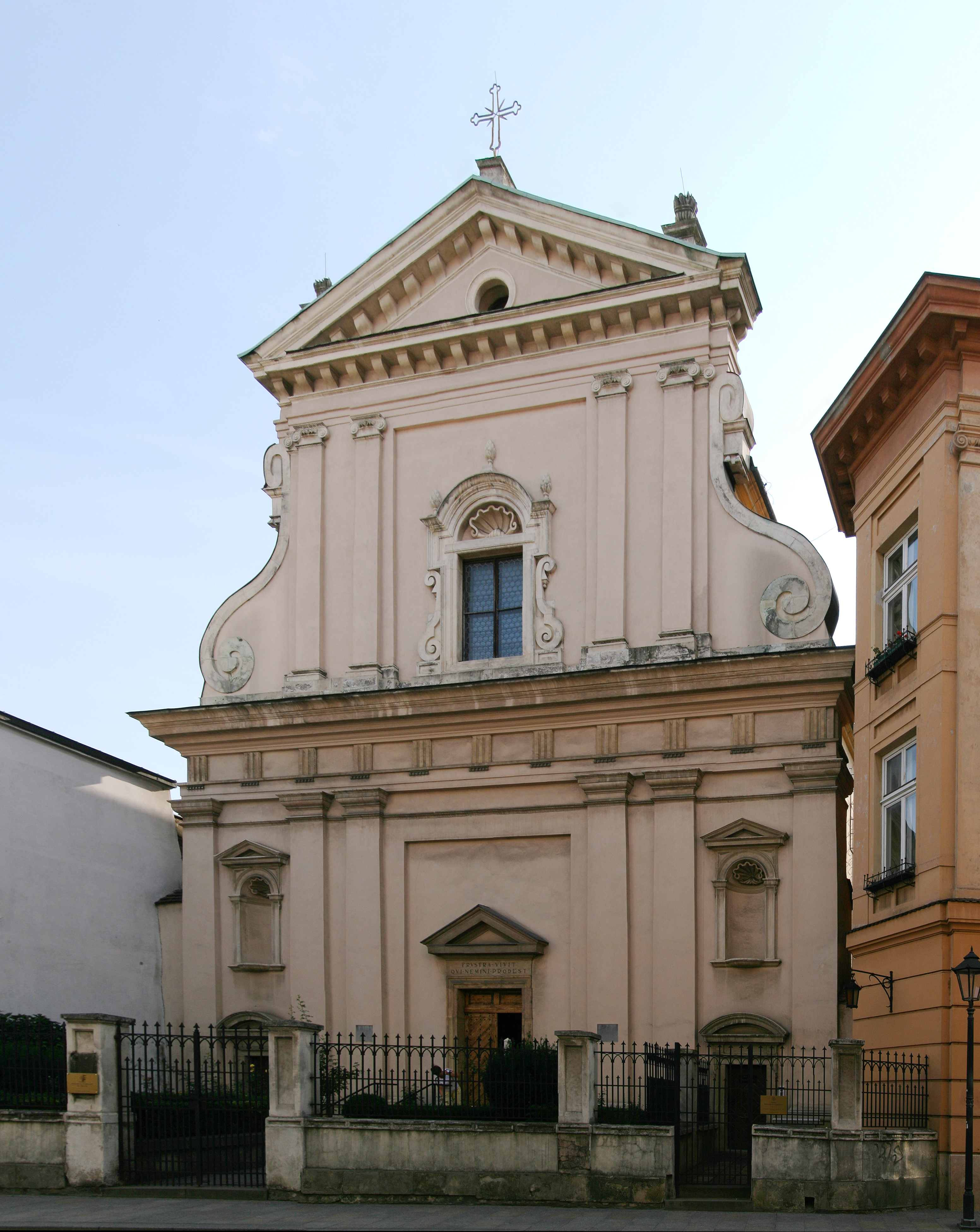
Iglesia de San Martín (1638-1644), Cracovia, obra de Trevano

Giovanni Trevano (Lugano, Suiza, siglo XVI-Cracovia, Polonia, 1642) fue un arquitecto de habla italiana que trabajó en Polonia como arquitecto real para el rey Segismundo III Vasa, de la dinastía Vasa, que gobernaba Polonia en ese momento.

## Carrera temprana
Trevano comenzó a trabajar en Polonia alrededor de 1600. Formó parte del equipo de arquitectos y artesanos que reconstruyó el castillo Real de Varsovia, sobre la base del antiguo castillo gótico de los príncipes de Mazovia, que ya había sido completamente remodelado por arquitectos italianos en el segunda mitad del siglo XVI. Se emprendieron nuevos trabajos en los años 1598-1619. No estaba solo en este proyecto: Giacomo Rodondo, Paolo del Corte y Mateo Castelli participaron en la remodelación del castillo para conseguir una nueva edificación barroca, en su imponente emplazamiento a lo largo de la orilla del río Vístula. El castillo, muy alterado a lo largo de los años y símbolo de la cultura polaca, fue bombardeado y dinamitado por los nazis;  fue reconstruido en los años 1971-1988 como monumento nacional.

## Carrera
En Cracovia, en la colina de Wawel, tras un incendio en 1595, Trevano reconstruyó los apartamentos estatales del castillo Real para Segismundo III Vasa.
También en la colina de Wawel, en la iglesia catedral de San Wenceslao, que había sido reconstruida repetidamente alrededor del santuario de san Estanislao de Szczepanów del siglo XI, Trevano construyó el santuario-mausoleo con la cúpula cruzada, sostenida sobre cuatro pilares (1626–1629).
La primera iglesia barroca construida en Polonia fue la iglesia de San Pedro y San Pablo en Ulica Grodzka, erigida por orden de Segismundo III Vasa para los jesuitas en los años 1597-1619. Fue diseñada por Giovanni de Rossi como una basílica de planta cruciforme con un crucero abovedado y que fue completada por Trevano. Como ocurre con las iglesias jesuitas en toda la Europa católica, su fachada es una variante cercana a la proporcionada por Giacomo Della Porta para la Iglesia del Gesù, la iglesia Madre Jesuita en Roma.
También en Cracovia, Trevano construyó la iglesia de San Martín (Kosciol sw. Marcina), 1638-1644. Se ha utilizado para el culto luterano desde 1816. En Ulica sw. Jana, n.° 12, la casa Krauze (Kamienica Krauzowska, ahora alberga el Museo de Historia de Cracovia) fue originalmente un edificio gótico, pero fue remodelada por Giovanni Petrini y Trevano en 1611. La casa tiene una entrada con un frontón segmentado.
En Kielce, se le atribuye a Trevano, aunque no está documentado, el palacio del obispo, construido entre 1637 y 1641 para Jakub Zadzik como monumento personal. A Tomasso Poncino, otro italiano que trabajaba en Polonia pero principalmente como contratista de obras, se le atribuye la realización de la construcción y la solución de algunos de los detalles arquitectónicos. El palacio se destaca en Polonia por conservar sus características originales prácticamente sin cambios.

## Obras
- 1599-1602: Reconstrucción del castillo Real de Varsovia después de un incendio en 1595, autor de las escaleras del Senador);
- 1610-1619: Iglesia de San Pedro y San Pablo en Cracovia, diseño de fachadas,  quizás Matteo Castello también participó en la construcción;
- reconstrucción del palacio real de Łobzów.
- 1628-1630: San Estanislao y el epitafio del  obispo de Cracovia, Marcin Szyszkowski, en la catedral de Wawel; muro con 3 puertas alrededor de la catedral de Wawel;[2]
- 1637-1641: Capilla de Nuestra Señora de la arena en la iglesia de los Carmelitas en la arena en Cracovia;
- 1637-1641: Palacio de verano Villa Regia en Varsovia;
- 1638-1644: Iglesia de San Martín en Cracovia  y convento carmelita ul. Grodzka;[2]
- 1638-1644: Sinagoga Izaak Jakubowicz en Cracovia;.
- reconstrucción del convento norbertino en Zwierzyniec.[2]

### Obras atribuidas erróneamente a Giovanni Trevano
- 1598-1619: reconstrucción del castillo Real de Varsovia, autor del diseño arquitectónico Matteo Castello (no Trevano, como creía M. Karpovich en los años 1970 y 1980)
- 1637-1641: construcción del palacio de los Obispos de Cracovia en Kielce, autor del diseño Tomasz Poncino;
- 1624-1636: construcción de castillo Ujazdowski:  diseño arquitectónico de Matteo Castello.